# Église de la Sainte-Trinité d'Autry-Issards
L'église de la Sainte-Trinité est une église située à Autry-Issards (Allier), en France.

## Localisation
L'église est située sur la commune d'Autry-Issards, à l'intersection de la D 134 et du chemin de l'Ancienne-Cure.

## Description

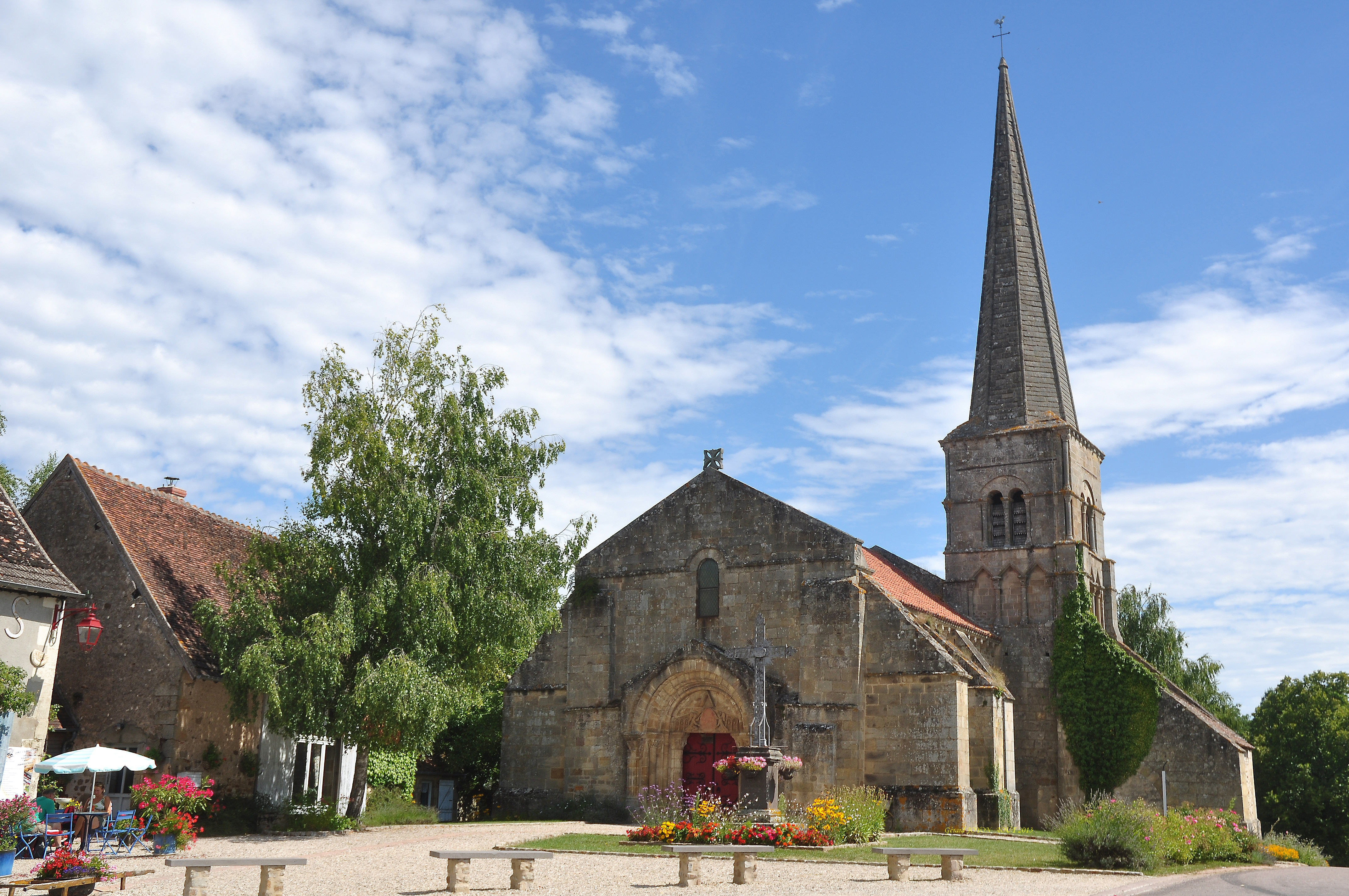
Façade de l'église.

Église romane, de style bourguignon.
Inscriptions en latin à l'intérieur de l'édifice :
- « penas reddo malis premia dono bonis » (« Je donne des châtiments à ceux qui font le mal, je récompense ceux qui font le bien »).
- « cuncta deus feci homo factus cuncta refeci » (« Dieu a créé toute chose et a fini son œuvre en se faisant homme »).
- Le sculpteur a signé en latin « Natalis me fecit » (« Noël m’a fait »).

## Historique
Construction au XIIe siècle.
L'édifice est classé au titre des monuments historiques en 1927.